# Sussex Championships 1930
Die Sussex Championships 1930 als offene internationale Meisterschaften im Badminton von Sussex fanden Ende Februar 1930 statt.

## Finalergebnisse
| Disziplin    | Sieger                           | Finalist                            | Ergebnis          |
| ------------ | -------------------------------- | ----------------------------------- | ----------------- |
| Herreneinzel | Donald C. Hume                   | F. W. Percival                      | 15-5, 15-12       |
| Dameneinzel  | Betty Uber                       | Marjorie Barrett                    | 7-11, 11-4, 11-5  |
| Herrendoppel | Donald C. Hume K. G. Livingstone | Herbert Uber Gerald Sherwell        | 15-5, 15-6        |
| Damendoppel  | Marjorie Barrett Violet Elton    | L. W. Myers Brenda Speaight         | 15-12, 6-15, 15-2 |
| Mixed        | Donald C. Hume Betty Uber        | Arthur Kenneth Jones Marian Horsley | 18-16, 15-8       |